# Dog with a Blog
Dog with a Blog is een Amerikaanse televisieserie op de zender Disney Channel.
De serie telt 69 afleveringen en 3 seizoenen. Het programma ging van start op 12 oktober 2012 en eindigde op 25 september 2015, in Nederland begon de serie in 2013 en eindigde op 29 januari 2016. De serie is gemaakt door Michael B. Kaplan en Philip Stark.

## Verhaal
In deze serie gaat het over Stan, een pratende hond, wiens geheim veilig wordt gehouden door Avery Jennings,  Tyler James en Chloe James, drie kinderen die samenwonen met hun ouders.

## Rolverdeling
- Avery Jennings - G. Hannelius
- Tyler James - Blake Michael
- Chloe James - Francesca Capaldi
- Bennett James - Regan Burns
- Ellen Jennings - Beth Littleford
- Stan (pratende hond) - Stephen Full

## Geschiedenis
De serie ging in première op 12 oktober 2012. Disney Channel gunde de serie op 4 februari 2013 een tweede seizoen. Op 4 februari 2014 werd de serie verlengd voor een derde seizoen.

## Afleveringen
| Seizoen | Afleveringen | Uitgezonden       | Uitgezonden       |
| Seizoen | Afleveringen | Start seizoen     | Seizoensfinale    |
| ------- | ------------ | ----------------- | ----------------- |
| 1       | 22           | 12 oktober 2012   | 25 augustus 2013  |
| 2       | 24           | 20 september 2013 | 12 september 2014 |
| 3       | 23           | 26 september 2014 | 25 september 2014 |

## Spin-off
Op 14 februari 2014 ging een spin-off van Dog with a blog in première onder de titel Dogs Rule! Cats... Not So Much.

## Prijzen en nominaties
Blake Michael won in 2013 de prijs voor beste jonge acteur in de categorie Young Artist Award. Dog with a blog werd in 2015 genomineerd voor de Kids' Choice Awards in de categorie Favorite Kids TV Show.